# Максименко, Анатолий Александрович
Анатолий Александрович Максиме́нко (род. 1936) — советский и украинский архитектор.

## Биография
Родился 25 июня 1936 года в Глобино (ныне Полтавская область, Украина). Окончил Харьковский институт инженеров коммунального строительства 1965 года.
Проектировал следующие сооружения:
- детский городок в лесопарке Харькова (1973),
- монумент в честь провозглашения советской власти в Харькове (1977)
- застройка центра Змиёва (1990)
- кварталов Краснопавловки (1992)
- сел Безруков, Гоптовка — планы этих сел составлены в 1993 году. Эти все работы выполнил в соавторстве.

## Награды и премии
- Государственная премия УССР имени Т. Г. Шевсенко (1977) — за монумент в честь провозглашения Советской власти на Украине в Харькове

## Источник
- Комитет по национальной премии